# Axmar bruk
Axmar bruk är beläget strax norr om Axmarby i Hamrånge socken i Gästrikland på gränsen till Hälsingland. 
År 1671 anlades järnbruket Axmar bruk av bergmästaren Claes Depken, bruket var under olika ägare i drift fram till cirka 1920, men lades formellt ned 1927.
Idag ägs Axmar bruk av den ideella föreningen Hyttan, som sköter och bevarar järnbruket och kulturreservatet i samråd med Länsstyrelsen i Gävleborgs län. 

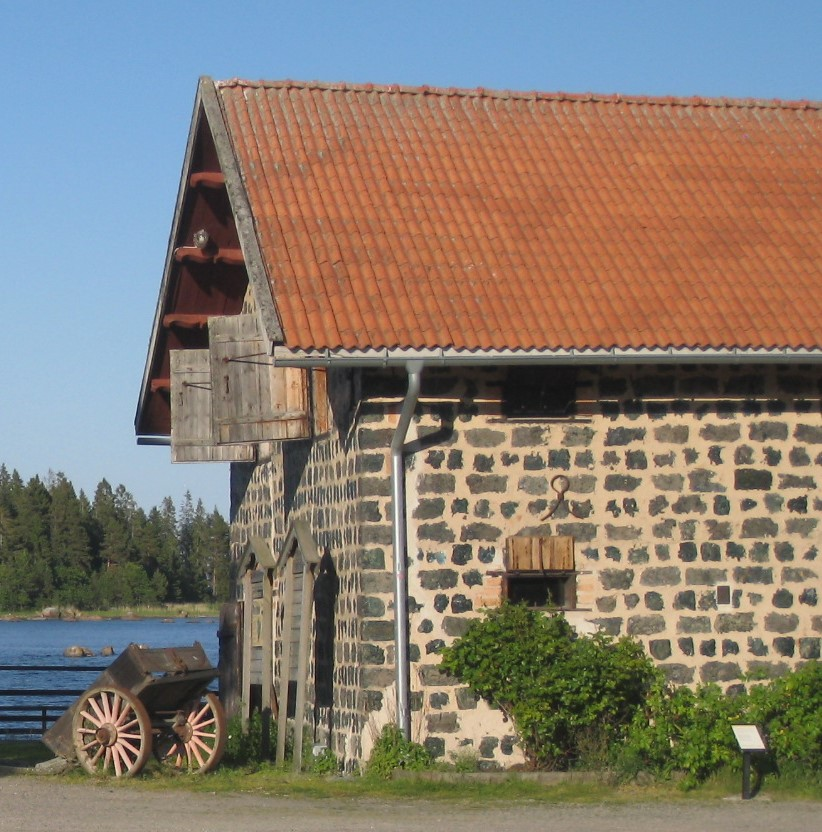
Axmar Brygga Havskrog är inrymd i den gamla magasinsbyggnaden vid hamnen. Den byggdes på 1870-talet.

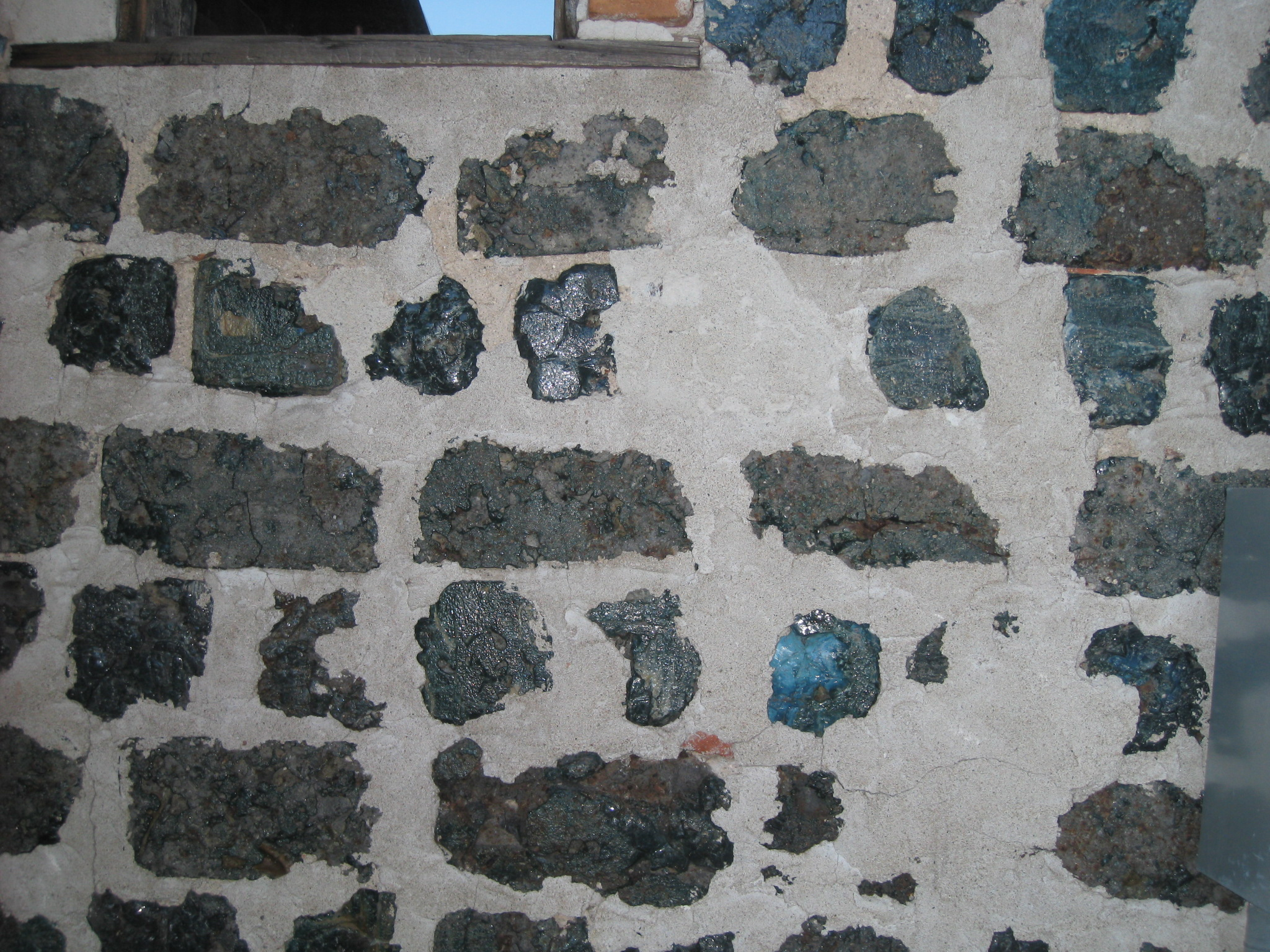
Den gamla magasinsbyggnaden vid hamnen är byggd av slaggsten från järnbruksdriften vid Axmar bruk.

I ett av brukets magasin vid hamnen ligger havskrogen Axmar brygga. Sedan 2011 är delar av Axmar bruk kulturreservat.

## Byggnader
I Axmar bruk finns brukshistoria i form av en bevarad hytta med två ugnar och en park med ruiner från det äldsta bruket på 1670-talet. Familjen von Schinkel var ägare till Axmar bruk under 1800-talet. På 1860-talet gjordes en modernisering och hela bruksbebyggelsen flyttades närmare havet. En ny större hytta byggdes bland annat med sex lancashirehärdar. Den hytta vi kan se idag är därför från 1860-talet. Hyttan från 1860-talet står kvar som ett monument från järnbrukstiden.
Där de tidigare bruksbyggnaderna stått anlades en engelsk park och en stor herrgård på över 700 kvadratmeter uppfördes.

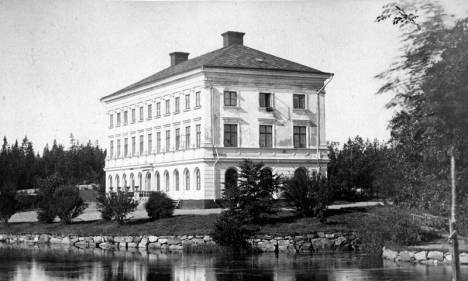
Axmar slott uppfördes i sten 1860 och revs 1970.

Axmar slott uppfördes i sten 1860 och den engelska parken anlades av brukspatronen von Schinckel. Den äldre herrgården, byggd i trä fanns kvar till ca 1954, då den revs. Slottet revs 1970, efter att ha varit till salu för en krona.
Under nästan 100 år fanns alltså både en herrgård och slott i slottsparken vilket lär vara ovanligt och unikt. Idag är många bruksbyggnader rivna och även den stora herrgården. 
Hyttan restaurerades däremot på 1970-talet. Parken är välbevarad och den vittnar om en svunnen tid av flärd och elegans. I parken finns dammar och kanaler där grönskan speglar sig. På en liten ö ligger ett lusthus som blivit en symbol för föreningen Hyttan. Där finns konst under vissa sommarperioder. I Gula huset finns sommarcafé i juli. I den gamla magasinbyggnaden Bläckhornet vid havet finns konst och hantverk.

## Historik
Bruket anlades av bergmästaren (och tillika ägaren till Älvkarleby Bruk), Claes Depken d.y. (1627-1702) med stöd av privilegier den 7 april 1671. Claes Depken adlades 1676 och antog då namnet Anckarström. Bruket såldes dock redan året därpå till assessor Albrekt Behm och övertogs sedan av hans dotter Brita Behm (även kallad "Järn-Brita") och sedermera av hennes sonson Carl Albrecht Rosenadler. Carl Albrecht Rosenadler, som var son till professor Johan Upmarck Rosenadler, sålde 1772 bruket till greve Fredrik Adolf Löwenhielm, som redan efter fem år sålde det vidare till David Schinckel (född 1743 i Stralsund), vilken 1784 köpte Vifors bruk och 1803 Viksjö bruk, vilka tillsammans kom att kallas Hamrångeverken. Bruket kom att ingå i det inrättade von Schinkelska fideikommisset, mellan 1805 fram till 1890 då det såldes vidare till Bergvik och Ala AB.
Redan på 1600-talet påbörjades järnframställningen. Bruket, som grundades 1671, förstördes av ryska trupper 1721, men byggdes sedan upp igen. I stort sett hela bruket brändes ner när ryssarna invaderade kusten 1721, men genom Brita Behms försorg byggdes det snart upp igen. Under stor del av 1700-talet drevs bruken av Brita Behm, även kallad "Järn-Brita", som var känd för sitt hårdföra affärssinne.

## Ägarlängd
- 1671-1672 Bergmästare Claes Depken d.y.
- 1672-1679 Assessor Albrekt Behm (-1679)
- 1679-1755 Brita Behm (-1755)
- 1755-1772 Carl Albrecht Rosenadler
- 1772-1777 Greve Fredrik Adolf Löwenhielm
- 1777-1807 Kommerseråd David Schinckel (1743-1807)
- 1807-1840 Kammarherre Johan Fredrik von Schinckel (1791-1840)
- 1840-1882 Överste Bernt Bergman (1795-1882)
- 1882-1890 Brukspatron Carl David Fredrik Bernhard von Schinckel (1839-1913); son av Bernt Bergman, adlad von Schinkel, adelsman vid faderns död 1882.
- 1890- Bergvik och Ala AB

## Bilder

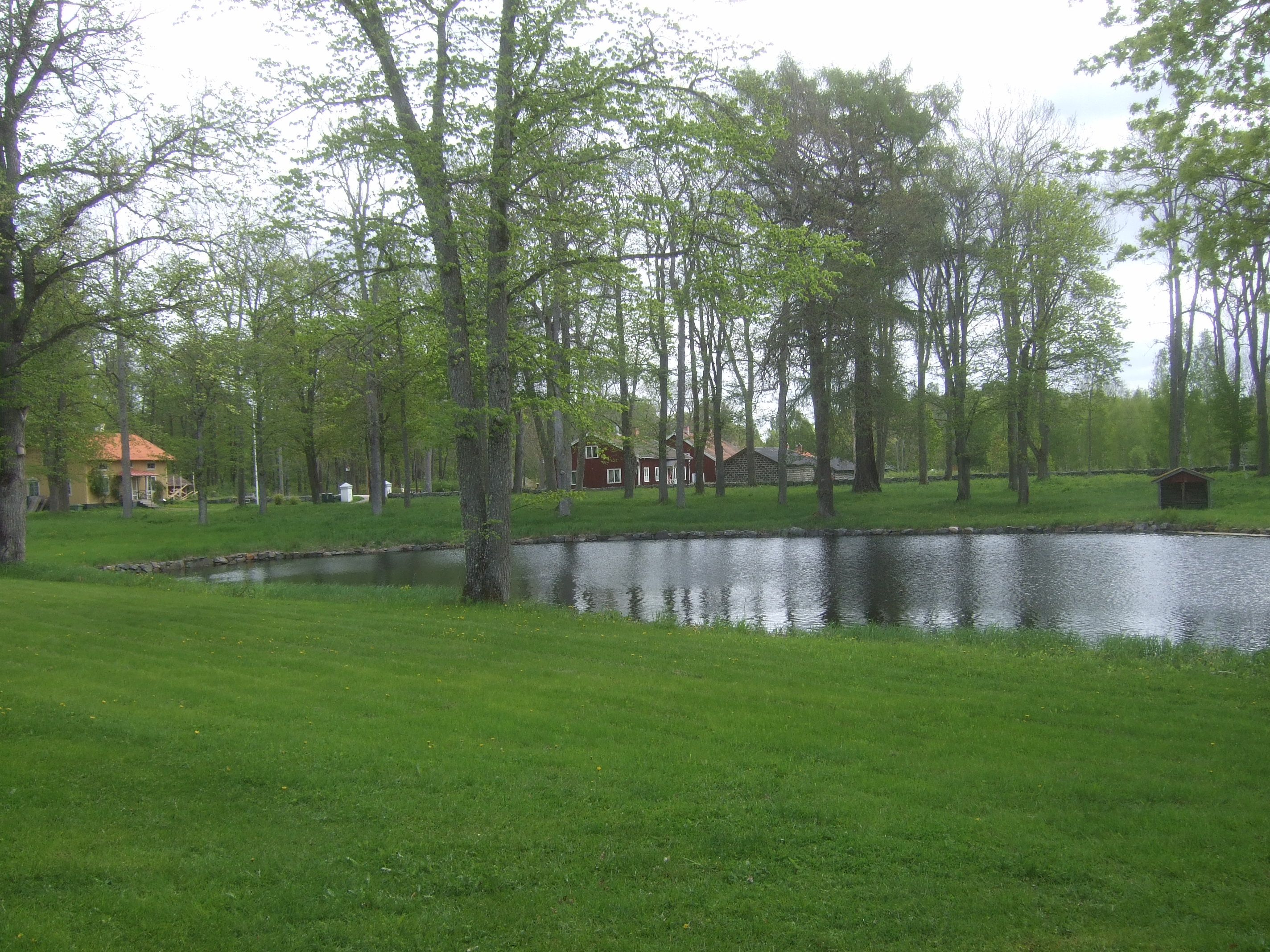
Den engelska parken vid Axmar bruk.
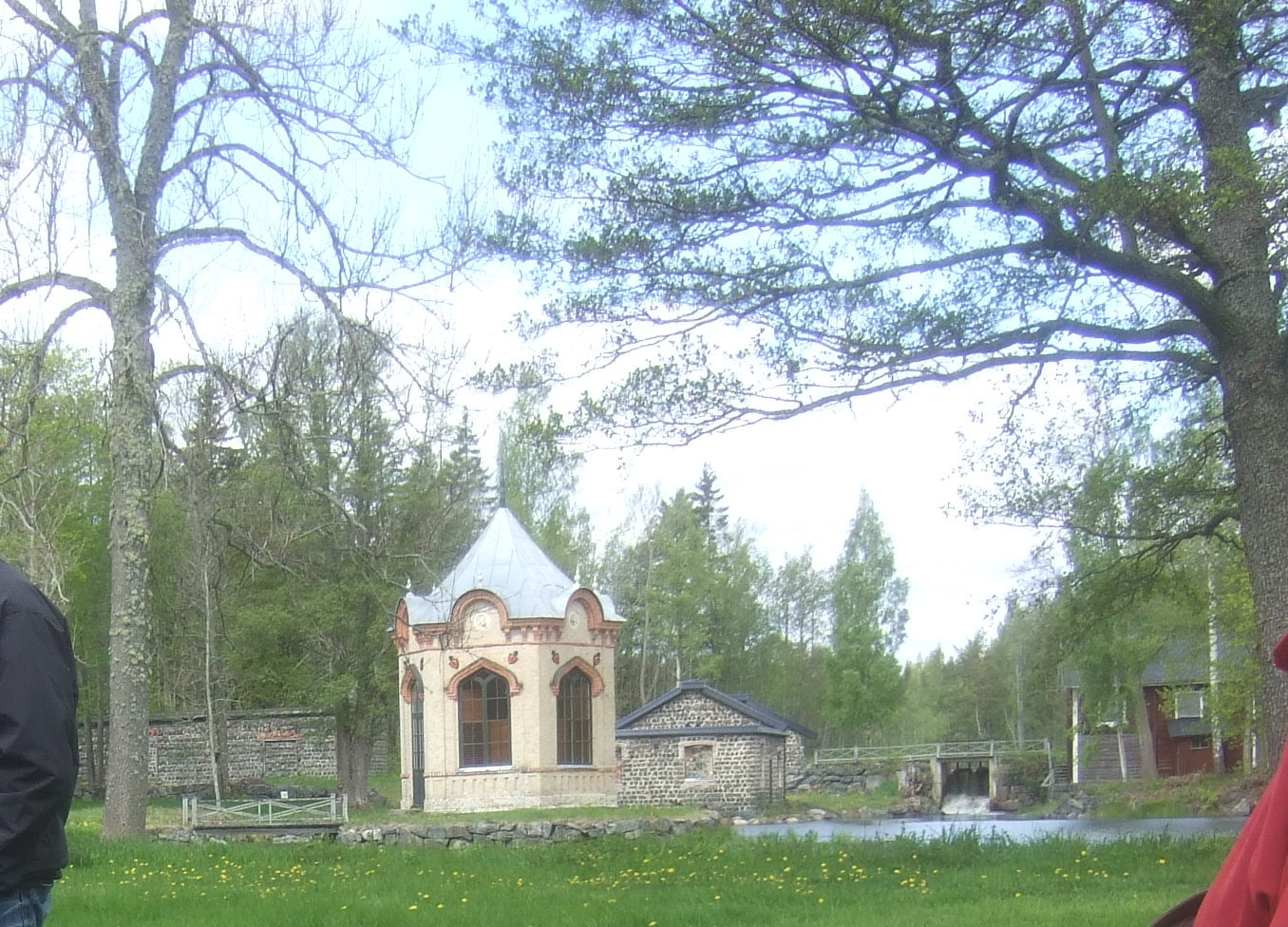
Lusthuset ligger på en liten ö i den engelska parken.
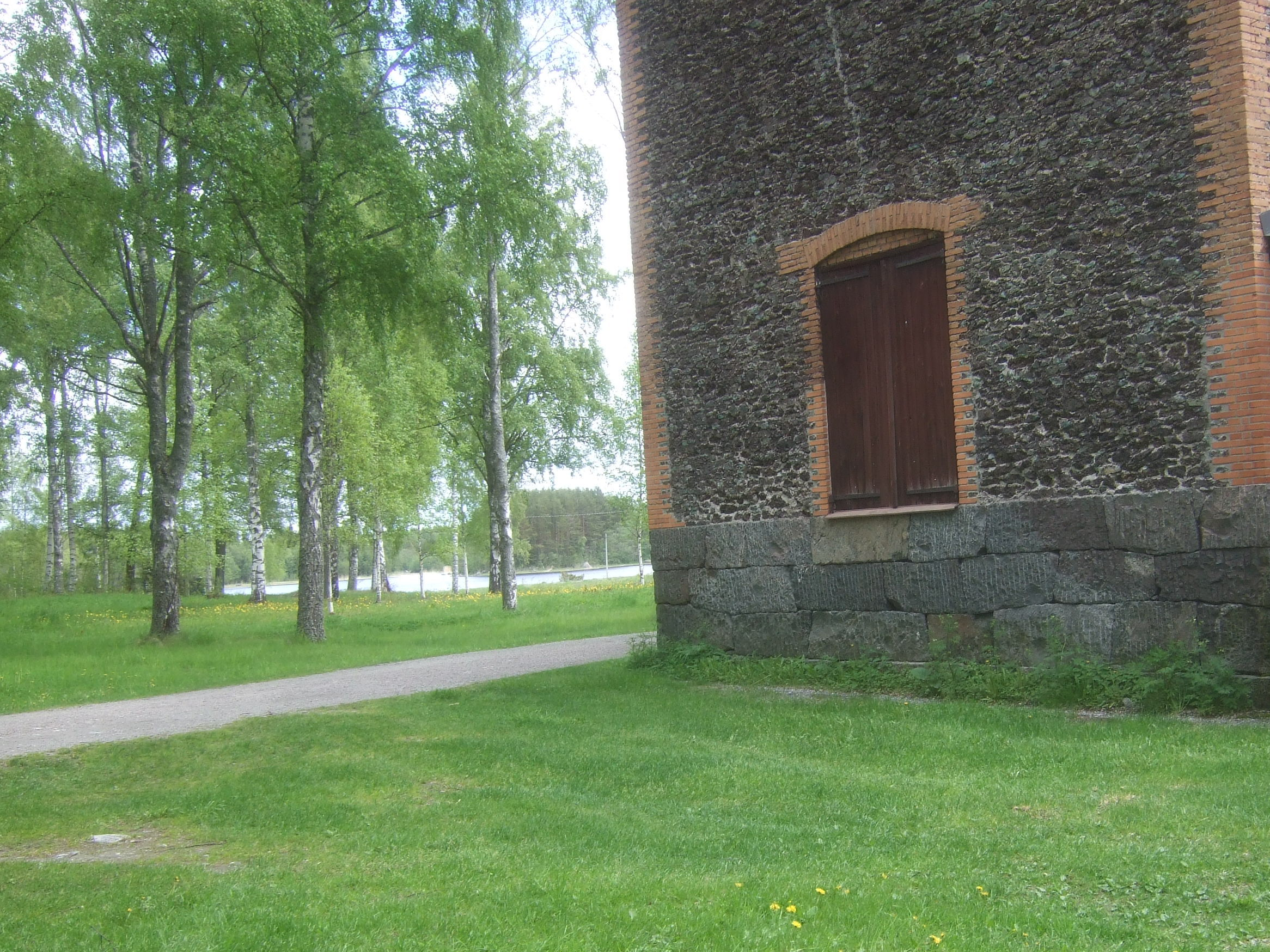
Vy från parken.
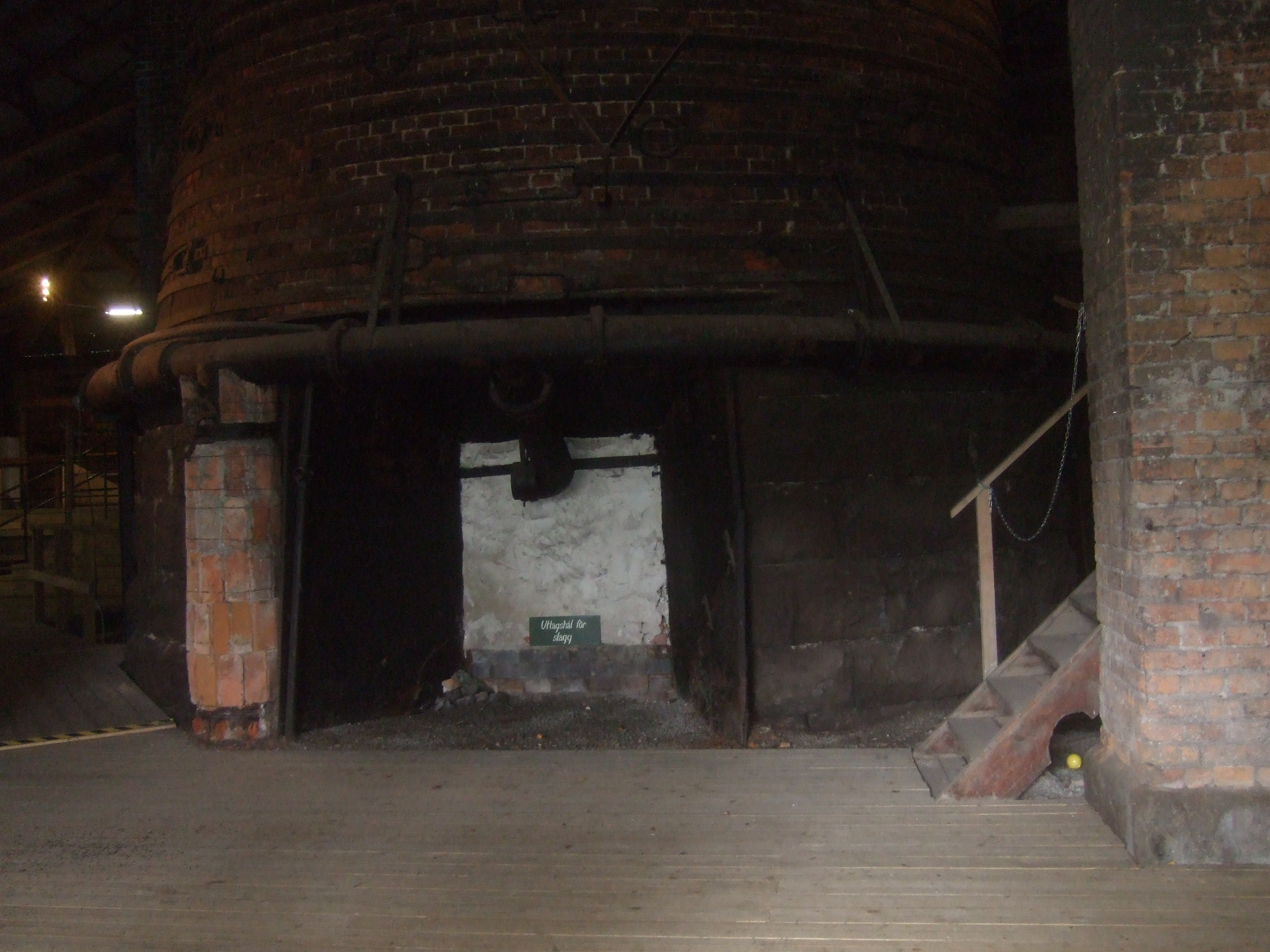
Hyttan från järnbrukstiden är från 1860-talet.